# Возрождая Ливию
«Возрождая Ливию» (англ. Reviving Libya) — политическая партия в Ливии, основанная 24 августа 2017 года Арефом Али Найедом. После создания партия бездействовала, однако позднее возобновило свою деятельность 20 августа 2018 года, когда Ареф Найед объявил о выдвижении своей кандидатуры на всеобщих выборах в Ливии.

## Программа
Заявленная цель — создание «стабильной, демократической и процветающей страны». Движение строится на «четырёх столпах», которые необходимы для создания стабильной Ливии к 2023 году. К ним относятся:
- мир, безопасность и верховенство закона;
- экономическое развитие;
- развитие человека;
- реформа государственного управления и государственного сектора.